# Remetinec (Novi Marof)
Remetinec (régi magyar neve Remete) falu Horvátországban Varasd megyében. Közigazgatásilag Novi Marofhoz tartozik.

## Fekvése
Varasdtól 15 km-re délre, községközpontjától 2 km-re északra a Koruščak-patak partján fekszik. 

## Története
A remetineci kolostor alapításának körülményei ma sem teljesen tisztázottak, építői lehettek a pálosok, a johanniták, vagy a ferencesek is. Építési idejét a 13. századra teszik. A templom építését 1467-ben grebenvári Vitovec János gróf kezdte el és valószínűleg Corvin János, vagy felesége Frangepán Beatrix fejezte be. A késő gótikus templom alapjában véve megőrizte eredeti formáját, a kolostort azonban a török veszély közeledtére, mint a Zagorje többi hasonló egyházi épületét erődítménnyé építették át. Egyházi funkcióját csak akkor nyerte vissza, miután 1646 és 1657 között Erdődy György és felesége Batthyány Erzsébet újjáépíttette és a ferenceseknek adta. A Szűz Mária tiszteletére szentelt templomot 1704-ben Patacsich II. Boldizsár a mai Páduai Szent Antal tiszteletére szentelt barokk kápolnával bővíttette, melyet az év július 27-én Martin Brajković zágrábi püspök szentelt fel. Az építtető és családja később ebbe a kápolnába temetkezett. A kolostort az 1770-es években újra átépítették, de 1789-ben II. József feloszlatta a szerzetes rendeket, így a ferencesek is elveszítették itteni ingatlanaikat. Egykori kolostorukból mára csak a plébánia épülete maradt. Még ebben az évben megalapították a remetineci plébániát, így a templom plébániatemplom rangjára emelkedett és a Szűz Mária a Rózsafüzér Királynője titulust kapta. 
A falunak 1857-ben 632, 1910-ben 1259 lakosa volt. A trianoni békeszerződésig Varasd vármegye Novi Marofi járásához tartozott. A plébániát 1964-ben Remetinec-Blato néven újraalapították, Blato, Remetinec és Remetinečki gaj települések tartoznak hozzá. 2001-ben a falunak 1539 lakosa volt. Közösségi ház és alapiskola is működök itt. 2003-ban új plébániatemplom építése kezdődött. 

## Nevezetességei
- Szűz Mária a Rózsafüzér királynője tiszteletére szentelt római katolikus plébániatemploma[2] a 15. század végén és a 16. század elején épült késő gótikus stílusban. Eredetileg az itteni ferences kolostor temploma volt, de 1789-ben plébániatemplom lett. Régi oltárát 1669-ben Nikola Makar és felesége Ana Marija Jurčin építtette. Ebben volt elhelyezve az az 1470 körül készített Madonna-szobor, mely a templom eredeti gótikus szárnyas oltárának része lehetett. Ma a zágrábi Képzőművészeti Múzeumban látható, mert helyette 1910-ben új neogótikus oltárt építettek. A templom barokk szószéke 1708-ból származik, a Patacsich család ajándéka. A templomot az idők folyamán többször is renoválták, az utolsó 1992-ben kezdődött és a munka utolsó fázisa, a kápolna restaurálása még ma is tart. A kápolnában nyugszik az 1719-ben elhunyt Patacsich II. Boldizsár feleségével és a család több tagja is.
- A plébánia épülete az egykori ferences kolostor megmaradt része.